# Övertorneå-alternativet
Övertorneå-alternativet (ÖA) var ett politiskt parti i Övertorneå kommun som bildades 1991 av Sven Kostenius med utgångspunkt i att ideologier har föga inflytande på kommunpolitik. Partiet kom in i Övertorneå kommunfullmäktige i valet 1991 och fanns därefter representerat där. Partiet lades ned under våren 2010, då medlemmarna ansåg att dess mål uppnåtts.
Under mandatperioden efter 2006 års val valde partiet att först bilda majoritet med Socialdemokraterna och Vänsterpartiet, men då den socialdemokratiske ordföranden i kommunstyrelsen Arne Honkamaa, som innehaft befattningen sedan 1999, drog sig tillbaka 2008 valde ÖA att stödja Centerpartiets kandidat till posten i stället för socialdemokraternas. Övertorneå-alternativet tillhörde den styrande majoriteten i fyra av sina fem mandatperioder.

## Valresultat
| År   | Röster | Procent | Mandat |
| ---- | ------ | ------- | ------ |
| 1991 | 554    | 15,0 %  | 6 / 39 |
| 1994 | 357    | 9,4 %   | 4 / 39 |
| 1998 | 543    | 15,30 % | 6 / 35 |
| 2002 | 303    | 10,00 % | 4 / 35 |
| 2006 | 177    | 6,02 %  | 2 / 35 |